# Ministério dos Negócios Eclesiásticos e da Justiça
Ministério dos Negócios Eclesiásticos e da Justiça (MNEJ) foi a designação dada em Portugal ao departamento governamental que antecedeu o actual Ministério da Justiça.
O Ministério tem a sua origem em 1821 com a criação da Secretaria de Estado dos Negócios de Justiça, e teve por objectivo a reorganização da Secretaria de Estado dos Negócios do Reino, que acumulavam diversas áreas. A nova Secretária tinha por função gerir os assuntos ligados à justiça civil e criminal, aos negócios eclesiásticos, às nomeações dos lugares de magistratura, a inspecção das prisões e a segurança pública.
Em 1832, o Secretário de Estado interino dos Negócios de Justiça, Mouzinho da Silveira, estabelece uma nova organização do sistema judicial. A Secretaria de Estado dos Negócios Eclesiásticos e de Justiça passa a integrar três Repartições: Negócios Eclesiásticos, Justiça e Segurança Pública. Em 1834, o Ministro e Secretário de Estado Joaquim António de Aguiar elabora a Lei de 30 de Maio, que extinguia todos os edifícios e ordens religiosos, à excepção das casas religiosas do sexo feminino, as quais estavam sujeitas a um regime especial de acordo com a idade das religiosas.
Em 1849, esta Secretaria passa a ter quatro repartições:
- Central: gestão do Arquivo Geral e apoio ao expediente do Ministro;
- Negócios Eclesiásticos: relações com a Santa Sé, estatuto civil do clero e património eclesiástico;
- Negócios de Justiça: divisão judicial do território, tribunais judiciais e sistema penitenciário;
- Contabilidade: elaboração e execução do orçamento do Ministério, e gestão patrimonial.

O Ministério dos Negócios Eclesiásticos e de Justiça foi reorganizado, uma vez mais, em 1892, com vista à redução de despesas, passando a ser composta por três Direcções: Negócios Eclesiásticos, Negócios de Justiça e Central.
Com a Implantação da República Portuguesa, a partir de 8 de Outubro de 1910, a designação do ministério passa a Ministério da Justiça.